# Strüver Aggregatebau KG

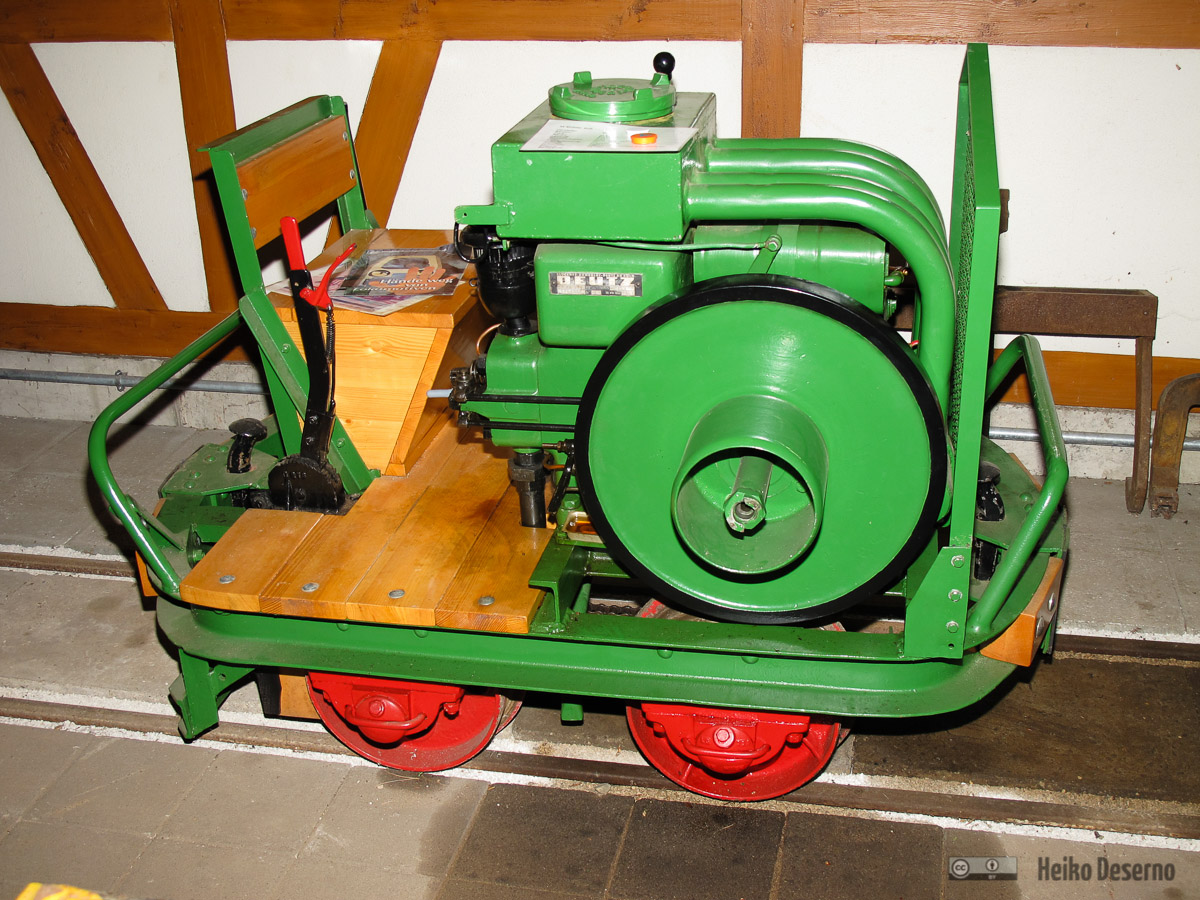
Strüver Schienenkuli

De firma Strüver Aggregatebau KG uit Hamburg, Duitsland, was een leverancier van aggregraten en is bekend geworden van de sinds 1937 samen met fabrikant Hatlapa geproduceerde "schienenkuli", een soort van draisine voor smalspoor met een motor van 5 pk. Tot 1967 werden meer dan 400 eenheden geproduceerd.